# René Goscinny
René Goscinny (Párizs, 1926. augusztus 14. – Párizs, 1977. november 5.) francia képregényíró és humorista volt, olyan figurák atyja, mint Asterix és Lucky Luke.

## Élete

### Ifjúsága
René Goscinny anyja, Anna Beresniak zsidó származása miatt, az antiszemita pogromok elől menekült szülőfalujából, az ukrajnai (akkor oroszországi) Kodorkovból Párizsba, ahol 1919-ben összeházasodott Stanislaw „Shimka” Goscinny lengyel vegyészmérnökkel. Nyolc évvel első fiuk, Claude, és két évvel René születése után, 1928-ban Buenos Airesbe költöztek, ahol Stanislaw állást kapott. René itt töltötte boldog gyermekkorát. A francia líceumban tanult, és kitűnt azzal, hogy képes volt mindenkit megnevettetni az osztályban; ezzel valószínűleg félénkségét ellensúlyozta. Szívesen olvasott képes történeteket, hatásukra maga is rajzolni kezdett.
1943 decemberében apja meghalt agyvérzésben, így Renének munkát kellett vállalnia. Segédkönyvelő lett egy abroncsjavító üzemben, majd miután kirúgták, egy reklámügynökséghez szerződött illusztrátornak.
1945-ben édesanyjával elhagyta Argentínát és New Yorkba ment Boris bácsikája meghívására. Azonban, hogy ne sorozhassák be az amerikai hadseregbe, hazatért Franciaországba és 1946-ban a francia seregbe lépett. Aubagne-ban szolgált, az Alpesi gyalogos hadtest 141 E zászlóaljában. Főkáplári rangig vitte, de katonaként is megmaradt grafikusnak: illusztrációkat és plakátokat rajzolt a hadsereg számára.

### Korai munkái
Egy évvel később visszatért az Egyesült Államokba, reményei azonban, hogy a Walt Disneyvel dolgozhat, nem váltak valóra. Ez volt talán élete legnehezebb szakasza: egy ideig munkanélküli volt és teljesen elhagyta magát. Később mégis összeszedte magát és 1948-ban munkába állt egy kis stúdióban, ahol barátságot kötött Will Elderrel, Jack Davisszel és Harvey Kurtzmannal, a Mad magazin későbbi megalapítóival. A Kunan Publishers művészeti igazgatójaként írt négy gyerekkönyvet. 1949 körül találkozott Maurice de Bévère-rel, ismertebb nevén Morrisszal, aki később a Lucky Luke-történetek rajzolója lesz és Joseph Gillainnal, alias Jijével.
Ugyancsak New Yorkban találkozott a belga World Press képregénykiadó vezetőjével, Georges Troisfontaines-nel, aki rábeszélte, hogy térjen vissza Európába és legyen a kiadó párizsi irodájának a feje. Itt ismerkedett meg 1951-ben Albert Uderzóval, és kezdetét vette élethosszig tartó barátságuk és együttműködésük. Első közös munkáik, a Jehan Pistolet és a Luc Junior című sorozatok különféle magazinokban jelentek meg.
1955-ben Goscinny, Albert Uderzo, Jean-Michel Charlier és Jean Hébrad megalapították az Édipresse/Édifrance ügynökséget. Goscinny és Uderzo több sorozatot is készítettek: a Bill Blanchart-t a Jeannot magazinban, a Pistolet-t a Pistolinban és a Benjamin et Benjamine-t. Agostini álnéven Goscinny egy gyerekkönyvet is írt A kis Nicolas címmel (Le Petit Nicolas), amiből néhány részlet idehaza is megjelent a Tiszta Dili magazinban.
1956-tól Goscinny termékenyen közreműködött a Tintin magazinban. Számos szerzővel dolgozott együtt: írt rövid történeteket Jo Angenot-nak és Albert Weinbergnek, munkái között található Signor Spaghetti (Dino Attanasiónak), Monsieur Tric (Bob De Moornak), Prudence Petitpas (Maurice Maréchalnak), Globule le Martien és Alphonse (Gilbert Gascard-nak, álnevén Tibetnek), Modeste et Pompon (André Franquinnek) és Strapontin (Arthur Berckmansnak, álnevén Bercknek). Írt más magazinokba is, így a Paris-Flirt-be (Lili Manequin Willel) és a Vaillant-ba (Boniface et Anatole Jordommal és Pipsi Godard-ral).
A Tintinben jelent meg 1958 és 1962 között Uderzóval közös figurája, Umpapa, az indián. 1957-től haláláig Morris szüleménye, Lucky Luke történeteit is írta a Spirou magazinba.

### A Pilote és Asterix
1959. október 29-én, a Luxembourg Rádió támogatásával az Édipresse/Édifrance útjára indította a Pilote című hetilapot, aminek Goscinny az egyik legtermékenyebb szerzője lett. A magazin első számában jelent meg Asterix (akkor még folytatásokban), a Goscinny-Uderzo páros legismertebb figurája, és azonnal sikert aratott. Asterix 1961-től önálló albumokban jelenik meg, ma a negyvenediknél tart.
Goscinny a Pilote-nál folytatta A kis Nicholas és a Jehan Pistolet írását. Új sorozatok is indultak Goscinny szövegével: a Jacquot le Mousse és a Tromblon et Bottaclou Godard-ral, a Les Divagations de Monsieur Sait-Tout (Martiallal), a La Potachologie Illustrée és a Le Potache est servi(Cabuvel) és a La Forêt de Chênebeau (Mic Delinxszel). Együtt dolgozott Gotlibbal a Les Dingodossiers-n 1965 és 1967 között és Jean Tabaryval az Iznogoud-on 1962 és 1977 között.
A Pilote-ot 1960-ban megvásárolta Georges Dargaud, a Dargaud kiadó feje, és 1963-ban megtette Goscinnyt főszerkesztőnek. Vezetése alatt a Pilote a francia képregényalkotók színe-javát felvonultatta, és tehetségkutató szerepet is vállalt: számos ma már híres rajzoló itt kezdte a pályáját. A magazin a tizenéveseket célozta, képregényei szabadabbak, kötetlenebbek voltak, mint a gyerekeknek szólók. Goscinny 1974-ben elhagyta a lapot, hogy kizárólag saját munkájával foglalkozhasson. A Pilote 1989 októberében jelent meg utoljára.
1974-ben Uderzóval megalapították az Idefix filmstúdiót és elkészítették az Asterix meghódítja Rómát című filmet. Goscinny halála után a stúdió bezárt.
Goscinny 1967-ben megnősült. Feleségétől, Gilberte Pollaro-Millótól egy lánya, Anne született 1968-ban. Haláláig 24 Asterix- és 41 Lucky Luke-történet szövegkönyvét írta. Egy szívroham vitte el Párizsban, 1977. november 5-én. Mindössze 51 évet élt. Uderzo ezután egyedül készítette az Asterix-történeteket, de barátja iránti tiszteletből mindkettejük nevét feltüntette az albumokon.

## Magyarul

### Asterix

#### 1989-ig
- Asterix, a gall hős; szöveg Goscinny, rajz Uderzo; Forum, Újvidék, 1975 (Asterix szórakoztató füzetek)
- Asterix. Az arany kacor; szöveg Goscinny, rajz Uderzo; Forum, Újvidék, 1976 (Asterix szórakoztató füzetek)
- Asterix. Büvölix elrablása; szöveg Goscinny, rajz Uderzo; Forum, Újvidék, 1976 (Asterix szórakoztató füzetek)[5]
- Asterix. Istenek hona; szöveg Goscinny, rajz Uderzo, ford. Kopecky László; Forum, Újvidék, 1975 (Asterix szórakoztató füzetek)
- Asterix, a gladiátor; szöveg Goscinny, rajz Uderzo, ford. Lovas Edit, Kopecki Csaba; Forum, Újvidék, 1977 (Asterix szórakoztató füzetek)
- Asterix galliai körútja; szöveg Goscinny, rajz Uderzo, ford. Lovas Edit, Kopecki Csaba; Forum, Újvidék, 1977 (Asterix szórakoztató füzetek)
- Asterix és Kleopátra; szöveg Goscinny, rajz Uderzo, ford. Kopecki Csaba; Forum, Újvidék, 1978 (Asterix szórakoztató füzetek)
- Vezérek harca; szöveg Goscinny, rajz Uderzo, ford. Domonkos István; Forum, Újvidék, 1978 (Asterix szórakoztató füzetek)
- Asterix meg a rézüst; szöveg Goscinny, rajz Uderzo, ford. Kopecky László; Forum, Újvidék, 1975 (Asterix szórakoztató füzetek)
- Asterix Spanyolországban; szöveg Goscinny, rajz Uderzo, ford. Kopecky László; Forum, Újvidék, 1975 (Asterix szórakoztató füzetek)
- Az auvergne-i pajzs; szöveg Goscinny, rajz Uderzo, ford. Kopecky László; Forum, Újvidék, 1975 (Asterix szórakoztató füzetek)
- Asterix. Mindent a művészetért; szöveg Goscinny, rajz Uderzo, ford. Kopecky László; Forum, Újvidék, 1976 (Asterix szórakoztató füzetek)
- Asterix és a normannok; szöveg Goscinny, rajz Uderzo, ford. Kopecky László; Forum, Újvidék, 1976 (Asterix szórakoztató füzetek)
- Asterix a belgák között; szöveg Goscinny, rajz Uderzo, ford. Kopecky László; Forum, Újvidék, 1979 (Asterix szórakoztató füzetek)
- Asterix az olimpián; szöveg Goscinny, rajz Uderzo; Forum, Újvidék, 1980 (Asterix szórakoztató füzetek)
- Asterix. Megosztott falu; szöveg Goscinny, rajz Uderzo, ford. Kopecky László; Forum, Újvidék, 1980 (Asterix szórakoztató füzetek)
- Asterix Helvéciában; szöveg Goscinny, rajz Uderzo, ford. Kopecky László; Forum, Újvidék, 1984 (Asterix szórakoztató füzetek)
- Asterix, a látnok; szöveg Goscinny, rajz Uderzo, ford. Kopecky László; Forum, Újvidék, 1984 (Asterix szórakoztató füzetek)
- Asteriks. A nagy fogadás; szöveg Goscinny, rajz Uderzo, ford. Kopecky László; Forum, Újvidék, 1986 (Asterix szórakoztató füzetek)
- Asterix. Caesar ajándéka; szöveg Goscinny, rajz Uderzo, ford. Kopecky László; Forum, Újvidék, 1987 (Asterix szórakoztató füzetek)
- Asterix, a gall; szöveg Goscinny, rajz Uderzo, ford. Bíró János (Asterix)
- Asterix. Oszd meg és uralkodj!; szöveg Goscinny, rajz Uderzo, ford. Kopecky László; Forum, Újvidék, 1986 (Asterix szórakoztató füzetek)
- Asterix a Korzikán; szöveg Goscinny, rajz Uderzo, ford. Kopecky László; Forum, Újvidék, 1988 (Asterix szórakoztató füzetek)

#### 1990–
- Főnökfőtörők; szöveg Goscinny, rajz Uderzo, ford. Bíró János; Egmont-Pannónia, Bp., 1990 (Asterix kalandjai)
- Asterix, a gladiátor; szöveg Goscinny, rajz Uderzo, ford. Bíró János; Egmont-Pannónia, Bp., 1990 (Asterix kalandjai)
- Asterix és Kleopátra; szöveg Goscinny, rajz Uderzo, ford. Bíró János; Egmont-Pannónia, Bp., 1990 (Asterix kalandjai)
- Asterix és az aranysarló; szöveg Goscinny, rajz Uderzo, ford. Bíró János; Egmont-Pannónia, Bp., 1991 (Asterix kalandjai)
- Caesar ajándéka; szöveg Goscinny, rajz Uderzo, ford. Gellért Péter; Egmont Hungary, Bp., 1994 (Asterix kalandjai)
- A viszály; szöveg Goscinny, rajz Albert Uderzo, ford. Gellért Péter; Egmont Hungary, Bp., 2000 (Asterix)
- Asterix és a kondér; szöveg Goscinny, rajz Uderzo, ford. Gellért Péter; Egmont Hungary, Bp., 2000 (Asterix)
- Asterix, a gall; szöveg René Goscinny, rajz Albert Uderzo, ford. Bayer Antal; Egmont, Bp., 2010 (Asterix, 1.)
- Az aranysarló; szöveg René Goscinny, rajz Albert Uderzo, ford. Bayer Antal; Egmont, Bp., 2010 (Asterix, 2.)
- Asterix és a gótok; szöveg René Goscinny, rajz Albert Uderzo, ford. Bayer Antal; Egmont, Bp., 2010 (Asterix, 3.)
- Asterix, a gladiátor; szöveg René Goscinny, rajz Albert Uderzo, ford. Bayer Antal; Egmont, Bp., 2011 (Asterix kalandjai, 4.)
- Asterix galliai körutazása; szöveg René Goscinny, rajz Albert Uderzo, ford. Bayer Antal; Egmont, Bp., 2011 (Asterix, 5.)
- Asterix és Kleopátra; szöveg René Goscinny, rajz Albert Uderzo, ford. Bayer Antal; Egmont, Bp., 2011 (Asterix, 6.)
- A főnökviadal; szöveg René Goscinny, rajz Albert Uderzo, ford. Bayer Antal; Egmont, Bp., 2012 (Asterix, 7.)
- Asterix Britanniában; szöveg René Goscinny, rajz Albert Uderzo, ford. Bayer Antal; Egmont, Bp., 2012 (Asterix, 8.)
- Asterix és a normannok; szöveg Goscinny, rajz Albert Uderzo, ford. Bayer Antal; Egmont, Bp., 2012 (Asterix, 9.)
- Asterix a római légióban; szöveg René Goscinny, rajz Albert Uderzo, ford. Bayer Antal; Egmont, Bp., 2013 (Asterix, 10.)
- Asterix és a hősök pajzsa; szöveg René Goscinny, rajz Albert Uderzo, ford. Bayer Antal; Egmont, Bp., 2013 (Asterix, 11.)
- Asterix az olimpián; szöveg René Goscinny, rajz Albert Uderzo, ford. Bayer Antal; Egmont, Bp., 2012 (Asterix kalandjai, 12.)
- Asterix és a rézkondér; szöveg René Goscinny, rajz Albert Uderzo, ford. Bayer Antal; Egmont, Bp., 2013 (Asterix, 13.)
- Asterix Hispániában; szöveg René Goscinny, rajz Albert Uderzo, ford. Bayer Antal; Egmont, Bp., 2013 (Asterix, 14.)
- A perpatvar; szöveg René Goscinny, rajz Albert Uderzo, ford. Bayer Antal; Móra, Bp., 2014 (Asterix, 15.)
- Asterix a helvéteknél; szöveg René Goscinny, rajz Albert Uderzo, ford. Bayer Antal; Móra, Bp., 2014 (Asterix, 16.)
- Az istenek otthona; szöveg René Goscinny, rajz Albert Uderzo, ford. Bayer Antal; Móra, Bp., 2015 (Asterix, 17.)
- Caesar babérkoszorúja; szöveg René Goscinny, rajz Albert Uderzo, ford. Bayer Antal; Móra, Bp., 2015 (Asterix, 18.)
- A látnok; szöveg René Goscinny, rajz Albert Uderzo, ford. Bayer Antal; Móra, Bp., 2016 (Asterix, 19.)
- Asterix Korzikán; szöveg René Goscinny, rajz Albert Uderzo, ford. Bayer Antal; Móra, Bp., 2016 (Asterix, 20.)
- Caesar ajándéka; szöveg René Goscinny, rajz Albert Uderzo, ford., jegyz. Bayer Antal; Móra, Bp., 2017 (Asterix, 21.)
- A nagy átkelés; szöveg René Goscinny, rajz Albert Uderzo, ford., jegyz. Bayer Antal; Móra, Bp., 2017 (Asterix, 22.)
- Obelix és társa; szöveg René Goscinny, rajz Albert Uderzo, ford., jegyz. Bayer Antal; Móra, Bp., 2017 (Asterix, 23.)
- Asterix és a belgák; szöveg René Goscinny, rajz. Albert Uderzo, ford. Bayer Antal; Móra, Bp., 2018 (Asterix, 24.)
- A megosztott falu; szöveg René Goscinny, rajz. Albert Uderzo, ford. Bayer Antal; Móra, Bp., 2018 (Asterix, 25.)

### Lucky Luke

#### 1989-ig
- Talpraesett Tom. Daltonék szökésben; szöveg Goscinny, rajz Morris, ford. Kopecky László; Forum, Újvidék, 1975 (Asterix szórakoztató füzetek)
- Talpraesett Tom. Az apacsok szorosa; szöveg Goscinny, rajz Morris, ford. Kopecky László; Forum, Újvidék, 1975 (Asterix szórakoztató füzetek)
- Talpraesett Tom Jesse James ellen; szöveg Goscinny, rajz Morris, ford. Lovas Edit, Kopecki Csaba; Forum, Újvidék, 1975 (Asterix szórakoztató füzetek)
- Talpraesett Tom. Ismét színen a Daltonok; szöveg Goscinny, rajz Morris, ford. Kopecky László; Forum, Újvidék, 1975 (Asterix szórakoztató füzetek)
- Talpraesett Tom a Missisippin; szöveg Goscinny, rajz Morris; Forum, Újvidék, 1975 (Asterix szórakoztató füzetek)
- Talpraesett Tom. Oklahoma engem vár; szöveg Goscinny, rajz Morris, ford. Kopecky László; Forum, Újvidék, 1975 (Asterix szórakoztató füzetek)
- Talpraesett Tom. Roy Been, a bíró; szöveg Goscinny, rajz Morris; Forum, Újvidék, 1975 (Asterix szórakoztató füzetek)
- Talpraesett Tom. A postakocsi; szöveg Goscinny, rajz Morris, ford. Domonkos István; Forum, Újvidék, 1978 (Asterix szórakoztató füzetek)
- Talpraesett Tom és Calamity Jane; szöveg Goscinny, rajz Morris, ford. Lovas Edit, Kopecki Csaba; Forum, Újvidék, 1978 (Asterix szórakoztató füzetek)
- Talpraesett Tom és a Dalton-fivérek; szöveg Goscinny, rajz Morris, ford. Kopecky László; Forum, Újvidék, 1980 (Asterix szórakoztató füzetek)
- Talpraesett Tom. A petróleum jegyében; szöveg Goscinny, rajz Morris, ford. Kopecky László; Forum, Újvidék, 1984 (Asterix szórakoztató füzetek)
- Talpraesett Tom. Wyomingba kéne menni; szöveg Goscinny, rajz Morris, ford. Kopeczky László; Forum, Újvidék, 1985 (Asterix szórakoztató füzetek)
- Talpraesett Tom. Az önkény városa; szöveg Goscinny, rajz Morris, ford. Kopeczky László; Forum, Újvidék, 1986 (Asterix szórakoztató füzetek)
- Talpraesett Tom. Circus Western; szöveg Goscinny, rajz Morris, ford. Kopeczky László; Forum, Novi Sad, 1986 (Asterix szórakoztató füzetek)
- Talpraesett Tom. A kis bandita; szöveg Goscinny, rajz Morris, ford. Kopecky László; Forum, Újvidék, 1987 (Asterix szórakoztató füzetek)
- A postakocsi; szöveg Goscinny, rajz Morris, ford. Bíró János; Egmont-Pannónia, Bp., 1989 (Villám Vili)

#### 1990–
- A Mississippin; szöveg Goscinny, rajz Morris, ford. Sereghy Boldizsár; Egmont-Pannónia, Bp., 1990 (Villám Vili)
- Billy, a kölyök; szöveg Goscinny, rajz Morris, ford. Banitz Ildikó, Simon István; Pesti Könyv, Bp., 2006 (Lucky Luke)
- Daltonváros; szöveg Goscinny, rajz Morris, ford. Banitz Ildikó, Simon István; Pesti Könyv, Bp., 2006 (Lucky Luke)
- Tortilla a Daltonoknak; szöveg Goscinny, rajz Morris, ford. Banitz Ildikó, Simon István; Pesti Könyv, Bp., 2007 (Lucky Luke)
- A postakocsi; szöveg Goscinny, rajz Morris, ford. Banitz Ildikó, Simon István; Pesti Könyv, Bp., 2007 (Lucky Luke)
- Dalton mama; szöveg Goscinny, rajz Morris, ford. Banitz Ildikó, Simon István; Pesti Könyv, Bp., 2007 (Lucky Luke)
- A nagyherceg; szöveg Goscinny, rajz Morris, ford. Banitz Ildikó, Simon István; Pesti Könyv, Bp., 2007 (Lucky Luke)
- A Daltonok gyógyulása; szöveg Goscinny, rajz Morris, ford. Banitz Ildikó, Simon István; Pesti Könyv, Bp., 2007 (Lucky Luke)
- A karaván; szöveg Goscinny, rajz Morris, ford. Banitz Ildikó, Simon István; Pesti Könyv, Bp., 2008 (Lucky Luke)
- Daltonok szökésben; szöveg Goscinny, rajz Morris, ford. Banitz Ildikó; Pesti Könyv, Bp., 2008 (Lucky Luke)
- Jesse James; szöveg Goscinny, rajz Morris, ford. Banitz Ildikó, Simon István; Pesti Könyv, Bp., 2008 (Lucky Luke)
- Daisy town; szöveg Goscinny, rajz Morris, ford. Banitz Ildikó, Simon István; Pesti Könyv, Bp., 2010 (Lucky Luke)
- Az apacsok szorosa; szöveg Goscinny, rajz Morris, ford. Simon István; Pesti Könyv, Bp., 2011 (Lucky Luke)
- Smith császár; szöveg Goscinny, rajz Morris, ford. Simon István; Pesti Könyv, Bp., 2011 (Lucky Luke)
- A 20. Lovasezred; szöveg Goscinny, rajz Morris, ford. Meggyesi Gábor; Pesti Könyv, Bp., 2013 (Lucky Luke)
- A fejvadász; szöveg Goscinny, rajz Morris, ford. Meggyesi Gábor; Pesti Könyv, Bp., 2014 (Lucky Luke)
- Daltonok a hóviharban; szöveg Goscinny, rajz Morris, ford. Meggyesi Gábor; Pesti Könyv, Bp., 2014 (Lucky Luke)
- A Daltonok szabadlábon; szöveg Goscinny, rajz Morris, ford. Meggyesi Gábor; Pesti Könyv, Bp., 2015 (Lucky Luke)
- Szögesdrót a prérin; szöveg Goscinny, rajz Morris, ford. Baranyi János; Pesti Könyv, Bp., 2015 (Lucky Luke)
- Az éneklő drót; szöveg Goscinny, rajz Morris, ford. Meggyesi Gábor; Pesti Könyv, Bp., 2015 (Lucky Luke)
- Calamity Jane; szöveg Goscinny, rajz Morris, ford. Simon István; Pesti Könyv, Bp., 2016 (Lucky Luke)
- A zöldfülű; szöveg Goscinny, rajz Morris, ford. Meggyesi Gábor; Pesti Könyv, Bp., 2016 (Lucky Luke)
- Irány Oklahoma!; szöveg Goscinny, rajz Morris, ford. Nagy Krisztián; Pesti Könyv, Bp., 2017 (Lucky Luke)
- Rantanplan öröksége; szöveg Goscinny, rajz Morris, ford. Meggyesi Gábor; Pesti Könyv, Bp., 2017 (Lucky Luke)

### A kis Nicolas
- A kis Nicolas; szöveg Goscinny, rajz Sempé, ford. Farkas László; Móra, Bp., 1985
- A kis Nicolas nyaral; szöveg Goscinny, rajz Sempé, ford. Farkas László; Móra, Bp., 1986
- Nicolas az iskolában; szöveg Goscinny, kép Sempé, ford. Bognár Róbert; Sík, Bp., 1998
- A kis Nicolas; szöveg Goscinny, kép Sempé, ford. Bognár Róbert; Sík, Bp., 1998
- Nicolas meg a haverok; szöveg Goscinny, kép Sempé, ford. Bognár Róbert; Sík, Bp., 1999
- Nicolas az iskolában; szöveg Goscinny, kép Sempé, ford. Bognár Róbert; Sík, Bp., 2000
- Nicolas nyaral; szöveg Goscinny, kép Sempé, ford. Bognár Róbert; Sík, Bp., 2000
- Nicolas-nak gondjai vannak; szöveg Goscinny, kép Sempé, ford. Bognár Róbert; Sík, Bp., 2000
- René Goscinny–Jean-Jacques Sempé: A kis Nicolas kiadatlan kalandjai, 1-2.; ford. Bognár Róbert; Sík, Bp., 2005–2007

### Iznogoud
- Iznogoud: Az aranykezű effendi; szöveg Goscinny, rajz Jean Tabary, ford. Nagy Krisztián; Kockás 61. szám, Bp., 2018
- Iznogoud: Hóidény a sivatagban; szöveg Goscinny, rajz Jean Tabary, ford. Nagy Krisztián; Kockás 62. szám, Bp., 2018
- Iznogoud: A dzsinn; szöveg Goscinny, rajz Jean Tabary, ford. Nagy Krisztián; Téli különszámszám, Bp., 2018
- Iznogoud: Az óriások szigete; szöveg Goscinny, rajz Jean Tabary, ford. Nagy Krisztián; Kockás 63. szám, Bp., 2018
- Iznogoud: A hasonmás; szöveg Goscinny, rajz Jean Tabary, ford. Nagy Krisztián; Kockás 65. szám, Bp., 2019
- Iznogoud: Jó szomszédság, török átok; szöveg Goscinny, rajz Jean Tabary, ford. Nagy Krisztián; Tavaszi különszámszám, Bp., 2019
- Iznogoud: A nagy tengeri körutazás; szöveg Goscinny, rajz Jean Tabary, ford. Nagy Krisztián; Kockás 68. szám, Bp., 2019
- Iznogoud: Nyaralás, napfény és tengernyi gaztett; szöveg Goscinny, rajz Jean Tabary, ford. Nagy Krisztián; Nyári különszámszám, Bp., 2019
- Iznogoud: A horda; szöveg Goscinny, rajz Jean Tabary, ford. Nagy Krisztián; Kockás 70. szám, Bp., 2019
- Iznogoud: Propánbután palackja; szöveg Goscinny, rajz Jean Tabary, ford. Nagy Krisztián; Kockás 71. szám, Bp., 2019
- Iznogoud: A Békakalifa; szöveg Goscinny, rajz Jean Tabary, ford. Nagy Krisztián; Őszi különszámszám, Bp., 2019
- Iznogoud: A nagyvezír új csatlósai; szöveg Goscinny, rajz Jean Tabary, ford. Nagy Krisztián; Kockás 74. szám, Bp., 2019
- Iznogoud: Egy delejes éjszaka; szöveg Goscinny, rajz Jean Tabary, ford. Nagy Krisztián; Kockás 75. szám, Bp., 2019
- Iznogoud: Az időgép; szöveg Goscinny, rajz Jean Tabary, ford. Nagy Krisztián; Tavaszi különszámszám, Bp., 2020
- Iznogoud: A rejtélyes plakátragasztó; szöveg Goscinny, rajz Jean Tabary, ford. Nagy Krisztián; Tavaszi különszámszám, Bp., 2020
- Iznogoud: A lét elviselhetetlen könnyűsége; szöveg Goscinny, rajz Jean Tabary, ford. Nagy Krisztián; Kockás 78. szám, Bp., 2020
- Iznogoud: A sivatagi piknik; szöveg Goscinny, rajz Jean Tabary, ford. Nagy Krisztián; Kockás 79. szám, Bp., 2020
- Iznogoud: Helycserés támadás; szöveg Goscinny, rajz Jean Tabary, ford. Nagy Krisztián; Nyári különszámszám, Bp., 2020
- Iznogoud: A tatár talizmánja; szöveg Goscinny, rajz Jean Tabary, ford. Nagy Krisztián; Nyári különszámszám, Bp., 2020